# Théophane Jules Vénien
Théophane Jules Vénien, né le 30 juillet 1897 à Smarves et mort le 24 janvier 1945 au camp de concentration de Flossenbürg (Allemagne), est un ingénieur et un résistant français.

## Biographie
Il est le fils de Jules Jean Vénien et d'Angèle Guyon. Il épouse Paulette Beaugendre le 4 décembre 1920, avec laquelle il a une fille Jeanine née le 30 octobre 1921 à Saint-Nazaire. Ayant divorcé de sa première épouse, il se remarie le 9 mai 1936 avec Emma Jeandot, avec laquelle il a un fils Frédéric né le 22 septembre 1940 à Tours.
Il a exercé diverses fonctions aux verreries de Vertou et dans la région de Saint-Nazaire. 
Il dépose plusieurs brevets sur les fours d'incinération des ordures ménagères (1931-1935).
Pendant la Seconde Guerre mondiale, Vénien, sous l'alias Vienne, participe à la résistance dans le réseau Castille. Il est arrêté par la Gestapo le 23 septembre 1943, déporté en Allemagne à Buchenwald et meurt au camp de concentration de Flossenbürg.
Il a été fait chevalier de la Légion d'honneur à titre posthume par décret du 15 janvier 1954, publié au Journal officiel du 21 janvier 1954. Cette décoration a été remise à son fils Frédéric le 14 juillet 1954 à Tours. Il reçoit également la Croix de guerre 1939-1945 avec palme et la Croix des services militaires volontaires.
Une rue de Tours a été dénommée en son honneur.

## Distinctions
- Croix des services militaires volontaires
- Croix de guerre 1939–1945
- Chevalier de la Légion d'honneur (1954)